# Église Saint-Nicolas de Nalinnes
L'église Saint-Nicolas est un édifice religieux catholique sis à la rue des Haies, à Nalinnes-Haies dans le Hainaut en Belgique. L'église du XIXe siècle fut entièrement reconstruite après la Seconde Guerre mondiale. Elle est lieu de culte de la communauté paroissiale catholique de Nalinnes. 

## Histoire

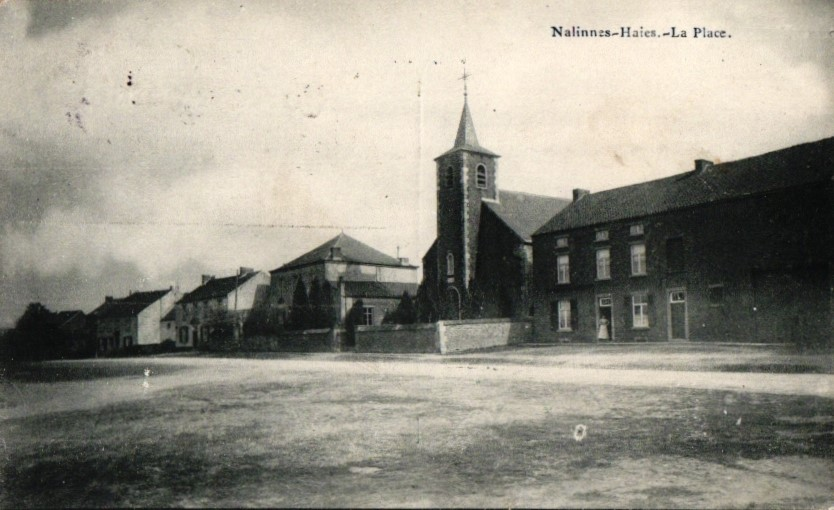
La place et rue des Haies, avec l'ancienne église (en 1913)

L'église Saint-Nicolas fut bâtie en 1853 à la rue des Haies (le quartier s'appelle 'Nalinnes-Haies'). et les premières célébrations liturgiques y eurent lieu à la Toussaint de l'année 1854. La consécration de l'édifice religieux par Mgr Gaspar-Joseph Labis, évêque de Tournai eut cependant lieu en mai 1859.
En 1940, l'église fut entièrement détruite par un raid de l'armée allemande. La reconstruction - dans un style architectural néo-roman entièrement différent choisi par l'architecte Simon Brigode - débuta en 1950. Le nouveau bâtiment est également plus large que le précédent.

## Référence
1. ↑  Lejeune 2007, p. 12-14.